# Tündéri keresztszülők: Nőj fel, Timmy Turner!
A Nőj fel, Timmy Turner! (A Fairly Odd Movie: Grow Up, Timmy Turner!) a Tündéri keresztszülők rajzfilmsorozat első élőszereplős tévéfilmje.

## Cselekmény
Ebben a filmben rózsaszín kalapos hősünk már 23 éves (Drake Bell játssza őt). A szabályzat (Da Rules) szerint felnőttkorára minden gyerek elveszti tündéreit, így Timmy is. Most ki kell találnia valamit, hogy megtarthassa Cosmót, Wandát és Csiribút. Van még egy kis gond: Timmy szerelmes lett Tootie-ba, aki a sorozatban egy tipikus stréber szerepét játssza és nem túl szép látvány, de itt már gyönyörű (Daniella Monet játssza őt). Ha szerelmes lesz belé, ezzel is elveszti a tündéreit. A harmadik probléma: Timmy őrült tündérmániás tanára, Mr. Crocker összefog egy másik gonosszal, Hugh J. Magnate Jr.-ral, hogy elkaphassák a tündéreket.

## Fogadtatás, közvetítés
A Nickelodeon 2011. július 9-én mutatta be az USA-ban a filmet, és nagyon sikeres lett, 5,8 millió nézője volt a premier estéjén. A Nőj fel, Timmy Turner-t a sorozat 10. évfordulójának megünneplése végett készítették el. A siker hatására még két élőszereplős film készült: A Fairly Odd Christmas (Egy tündéri karácsony) és A Fairly Odd Summer (Tündéri keresztszülők csodálatos nyaralása). Magyarországon 2011. december 24-én mutatkozott be ez a film, szintén a Nickelodeonon. Más országokban is vetítették, például Németországban, Franciaországban, Spanyolországban, Olaszországban és Oroszországban. Lengyelországban is bemutatásra került.